# Stiphropus
Stiphropus là một chi nhện trong họ Thomisidae.